# Manfred Silberbach
Manfred Silberbach (* 7. August 1935 in Elbing, Westpreußen; † 9. Januar 2015) war ein deutscher Politiker mit wechselnder Parteizugehörigkeit (zuletzt Partei Rechtsstaatlicher Offensive).

## Leben

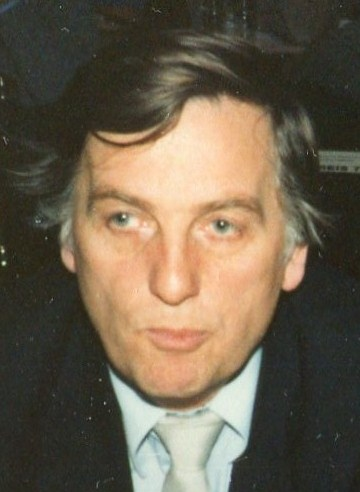
Manfred Silberbach (1980)

Silberbach war verheiratet und Vater dreier Kinder. Er war in den Jahren 1944 bis 1947 interniert. Anschließend setzte er seinen Schulbesuch zunächst im Kreis Ludwigslust fort und siedelte dann in den Westen über. Seit 1950 lebte er in Hamburg und verließ im selben Jahr die Schule mit einem Volksschulabschluss. Von 1952 bis 1955 absolvierte er eine Ausbildung zum Maschinenschlosser. Ab 1965 war er in der Baubehörde tätig. Ab 1973 war er freigestelltes Mitglied im Personalrat, zuletzt bei der Stadtentwässerung. Er trat im Jahr 1998 in den Ruhestand. Silberbach war seit 1953 Mitglied in der IG Metall, dann in der ÖTV bzw. ver.di.

## Politik
Silberbach war von 1952 bis 1993 Mitglied der SPD. Von 1968 bis 1970 war er Bezirksabgeordneter der Bezirksversammlung Hamburg-Harburg. Für die SPD nahm er von 1978 bis 1993 das Mandat als Abgeordneter der Bürgerschaft der Freien und Hansestadt Hamburg wahr. Von 1993 bis 1995 war er Mitglied der STATT Partei. Ab 2000 war er in der Partei Rechtsstaatlicher Offensive politisch aktiv.
Von Oktober 2001 bis März 2004 war er erneut Mitglied der Hamburgischen Bürgerschaft. Als Landtagsabgeordneter war er Mitglied des Haushalts- und des Verfassungsausschusses.